# Velence
Het stadje Velence ligt in het comitaat Fejér, district Gárdony (Gárdonyi járás), in Hongarije aan de oostkant van het Velencemeer ten oosten van Székesfehérvár.
Het stadje, met aan de noordzijde de E71 en aan de zuidzijde de A7, bezit een groot strandbad (fürdö) en alle mogelijkheden tot watersport, zoals surfen, zeilen, zwemmen en waterfietsen. Het is vooral gericht op het toerisme. De stranden zijn zanderig, erg voorlandig en ideaal voor kinderen. Op sommige plekken moeten volwassenen ver in het meer gaan wil men kunnen zwemmen. Aan de noordkant van het meer is de bodem echter afgegraven en daar is het water diep. Het water is er veel warmer dan het Balatonmeer, omdat het nog ondieper is dan de grote buur. Het meer heeft als natuurlijk diepste punt 3,50 meter. Een stoomtreintje van de Hongaarse (MÁV) spoorwegen rijdt langs heel het zuidtraject van het Velencemeer. Dit stoomtreintje weerspiegelt de nostalgie van vroeger.
Het Velencemeer heeft (nog) de charme die het Balatonmeer vroeger had maar kwijtgeraakt is.

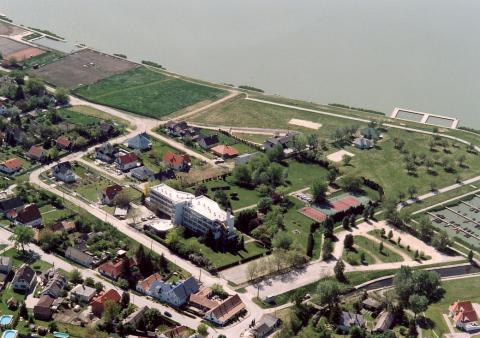
Luchtfoto